# Крокодил (фараон)
Крокодил — условное имя фараона из так называемой 0 династии, правивший в Древнем Египте около 3100 года до н. э. Предполагаемый сын Хеджу-Хора.

## Биография
Об этом правителе сохранилось мало упоминаний.
Его имя встречается на нескольких изображениях и интерпретируется как хорово имя фараона. Главным свидетельством его существования является изображение на глиняной печати, которое было обнаружено при раскопке в могиле № 414 в Тархане. Рядом находилось изображение фараона Нармера. Изначально это имя интерпретировалось как «Скорпион», однако с этим не согласился египтолог Гюнтер Дрейер (нем. Günter Dreyer). Он прочитал это имя как šnj.w («Царь Крокодил»). В то же время Эрвин ван ден Бринк и Питер Каплони интерпретировали надпись на серехе как šn.dt (Шендет, «Угнетатель»), посчитав это вариантом имени фараона. Он же посчитал, что имя этого фараона присутствует на одной из надписей в Абу-Омар-Минскате. Крокодил правил приблизительно в 3100 году до н. э. — где-то между Ири-Хором и Скорпионом II.
При раскопках в Иераконполе был обнаружен сильно разбитый набалдашник скипетра, на котором фараон Крокодил изображён в красной короне на празднестве «сед». Прямо перед его лицом указывается сильно повреждённый иероглиф, по мнению одних египтологов представляющий собой крокодила.